# Osmanville
Osmanville és un municipi francès situat al departament de Calvados i a la regió de Normandia. L'any 2007 tenia 589 habitants.

## Demografia

### Població
El 2007 la població de fet d'Osmanville era de 589 persones. Hi havia 212 famílies de les quals 44 eren unipersonals (16 homes vivint sols i 28 dones vivint soles), 68 parelles sense fills, 92 parelles amb fills i 8 famílies monoparentals amb fills.
La població ha evolucionat segons el següent gràfic:
Habitants censats

### Habitatges
El 2007 hi havia 251 habitatges, 216 eren l'habitatge principal de la família, 19 eren segones residències i 16 estaven desocupats. 242 eren cases i 7 eren apartaments. Dels 216 habitatges principals, 125 estaven ocupats pels seus propietaris, 90 estaven llogats i ocupats pels llogaters i 1 estava cedit a títol gratuït; 5 tenien una cambra, 11 en tenien dues, 40 en tenien tres, 66 en tenien quatre i 94 en tenien cinc o més. 194 habitatges disposaven pel capbaix d'una plaça de pàrquing. A 94 habitatges hi havia un automòbil i a 115 n'hi havia dos o més.

### Piràmide de població
La piràmide de població per edats i sexe el 2009 era:
| Homes | Edats   | Dones |
| ----- | ------- | ----- |
| 0     | 95 o +  | 0     |
| 0     | 90 a 94 | 0     |
| 0     | 85 a 89 | 0     |
| 0     | 80 a 84 | 0     |
| 4     | 75 a 79 | 8     |
| 4     | 70 a 74 | 12    |
| 16    | 65 a 69 | 12    |
| 16    | 60 a 64 | 12    |
| 8     | 55 a 59 | 12    |
| 20    | 50 a 54 | 16    |
| 8     | 45 a 49 | 24    |
| 24    | 40 a 44 | 16    |
| 20    | 35 a 39 | 28    |
| 20    | 30 a 34 | 24    |
| 12    | 25 a 29 | 8     |
| 16    | 20 a 24 | 16    |
| 16    | 15 a 19 | 24    |
| 20    | 10 a 14 | 16    |
| 20    | 5 a 9   | 24    |
| 4     | 0 a 4   | 20    |

## Economia
El 2007 la població en edat de treballar era de 386 persones, 278 eren actives i 108 eren inactives. De les 278 persones actives 246 estaven ocupades (143 homes i 103 dones) i 32 estaven aturades (11 homes i 21 dones). De les 108 persones inactives 33 estaven jubilades, 41 estaven estudiant i 34 estaven classificades com a «altres inactius».

### Ingressos
El 2009 a Osmanville hi havia 210 unitats fiscals que integraven 583,5 persones, la mediana anual d'ingressos fiscals per persona era de 15.531 €.

### Activitats econòmiques
Dels 14 establiments que hi havia el 2007, 1 era d'una empresa alimentària, 4 d'empreses de construcció, 3 d'empreses de comerç i reparació d'automòbils, 1 d'una empresa d'hostatgeria i restauració, 1 d'una empresa immobiliària, 2 d'empreses de serveis i 2 d'empreses classificades com a «altres activitats de serveis».
Dels 5 establiments de servei als particulars que hi havia el 2009, 2 eren lampisteries, 1 electricista, 1 veterinari i 1 restaurant.
L'any 2000 a Osmanville hi havia 21 explotacions agrícoles que ocupaven un total de 612 hectàrees.

## Equipaments sanitaris i escolars
El 2009 hi havia una escola elemental.

## Poblacions més properes
El següent diagrama mostra les poblacions més properes.